# Santa Maria de Joncadella
Santa Maria de Joncadella és una església i santuari del municipi de Sant Joan de Vilatorrada (Bages). L'edifici està protegit com a bé cultural d'interès local. La caseria que està al costat, i que rep el mateix nom, no està protegida. Està situat a mà esquerra del riu Cardener, a uns 6 km de Manresa. Pertany al bisbat de Vic i, actualment, té la categoria de santuari dins la parròquia de Sant Martí de Torroella.

## Descripció
És una construcció religiosa, aquesta església només té una nau però amb capelles laterals. Construïda entre 1748 i 1772 pel mestre d'obres manresà, Joan Espluga, fou bastida a partir d'un projecte creat per l'escultor Josep Sunyer. L'obra nova substituí un edifici romànic del qual tan sols se'n conserva una porta d'arc de mig punt. L'any 1807 fou dissenyat i construït el retaule major pels germans Padró. Durant la guerra civil de 1936-39 fou cremada la talla gòtica de la Verge de Joncadella. En l'actualitat es guarda a l'interior de l'església una reproducció de la talla gòtica desapareguda l'any 1936. La Mare de Déu de Joncadella és considerada la patrona del pla de Bages.

## Història

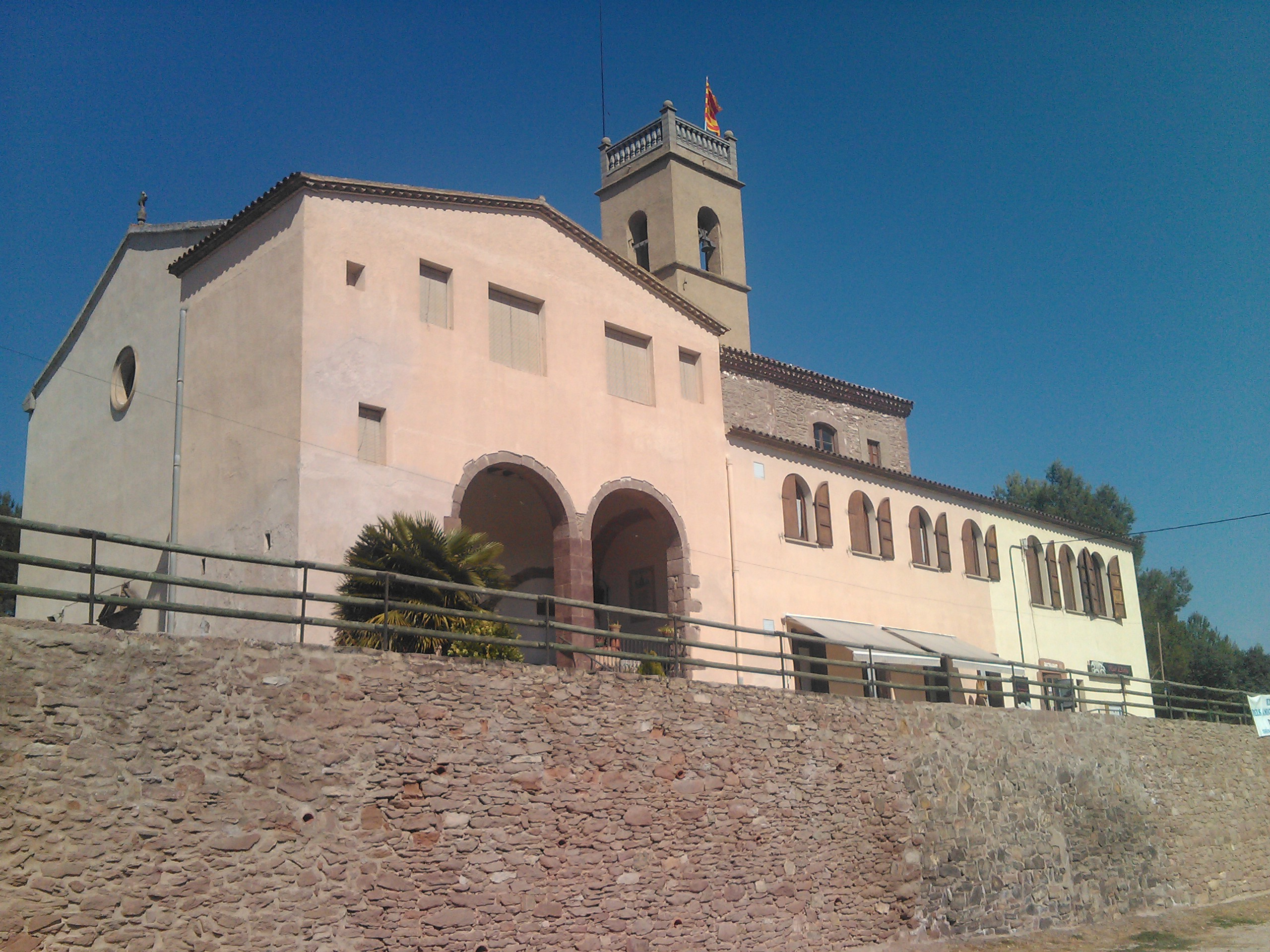
Santuari de Joncadella

El Santuari de Joncadella és un dels centres de devoció mariana del Pla de Bages car Santa Maria és considerada patrona d'aquest indret. Des de l'Edat Mitjana la verge de Joncadella ha estat advocada per la pluja i les calamitats; la tradició ens parla de la imatge "trobada" al segle xi al lloc de "Jonchadella". L'església fou una de les set parròquies vinculades a Santa Maria de Manresa i el nomenament de rector depenia de la Seu.
La despoblació del segle xiv reduí aquesta parròquia a la categoria de filial de Santpedor. Des del segle xv prengué el caràcter de santuari marià i es creà la llegenda de la troballa de la imatge. Des de l'edat mitjana és lloc de molta devoció, al qual acudien els manresans i habitants dels pobles de la rodalia amb motiu de pregàries per fer ploure o aturar les diverses calamitats públiques. Segons la tradició, la imatge de la verge titular hauria estat trobada en una petita cova coberta de joncs. D'aquí l'origen del topònim Joncadella.
L'església actual fou iniciada el 1748, i el retaule és del 1807 construït pels germans Padró. L'any 1879 va perdre el seu caràcter parroquial i esdevingué una sufragània de Santpedor i després de Sant Martí de Torroella conservant, però, les prerrogatives de cementiri i baptisme.